# カッラビアーナ
カッラビアーナ（伊: Callabiana）は、イタリア共和国ピエモンテ州ビエッラ県にある、人口約100人の基礎自治体（コムーネ）。

## 地理

### 位置・広がり

#### 隣接コムーネ
隣接するコムーネは以下の通り。括弧内のAOはヴァッレ・ダオスタ州所属を示す。
- アンドルノ・ミッカ
- ビオーリオ
- カマンドーナ
- Gaby (AO)
- ペッティネンゴ
- ピアット
- ピエディカヴァッロ
- タヴィリアーノ
- ヴァッランツェンゴ